# Vaccino MPR
Il vaccino MPR (morbillo-parotite-rosolia) è un vaccino di immunizzazione contro morbillo, parotite e rosolia. Si tratta di una miscela di virus vivi attenuati delle tre patologie, somministrati tramite iniezione, sviluppato da Maurice Hilleman presso la Merck & Company.

## Storia
Un primo vaccino per prevenire il morbillo fu reso disponibile nel 1963 ed un suo miglioramento nel 1968. Vaccini per la parotite e per la rosolia furono resi disponibili rispettivamente nel 1967 e nel 1969.
I tre vaccini sono stati combinati nel 1971 per diventare il vaccino morbillo-parotite-rosolia. Negli Stati Uniti, il vaccino è stato autorizzato nel 1971 e la seconda dose è stata introdotta nel 1989.
In Italia la vaccinazione antimorbillo è disponibile dal 1976, nel 1979 venne raccomandata la vaccinazione a 15 mesi mentre all'inizio degli anni novanta vi fu un'effettiva disponibilità del vaccino MPR. È divenuto poi è obbligatorio dal 2017 per tutti i nuovi nati, ai sensi del decreto legge 7 giugno 2017, n. 73 convertito in legge 31 luglio 2017, n. 119.

## Commercializzazione
Il vaccino è venduto dalla Merck con il nome commerciale di MMR II, da GlaxoSmithKline Biologicals come Priorix, dal Serum Institute of India come Tresivac, e da Sanofi Pasteur come Trimovax.
Pur essendo destinato ad una popolazione infantile, viene anche raccomandato per l'uso nelle persone infette da HIV asintomatiche e persino in quelle sintomatiche, purché non ancora eccessivamente immunocompromesse (conta dei linfociti CD4 > 500-750/μL).

## Somministrazione ed utilizzo
Il vaccino è generalmente somministrato a bambini intorno all'età di un anno (generalmente tra il 12º e 15º mese), con una seconda dose prima di cominciare la scuola (tra i 5 e 6 anni di età). La seconda dose è somministrata per immunizzare la piccola percentuale di soggetti (2-5%) non immunizzati dopo la prima dose. In casi eccezionali, in genere in presenza di un focolaio epidemico e perciò necessitando una protezione più rapida, la seconda dose può essere somministrata a distanza di almeno 4 settimane (intervallo minimo) dalla prima dose.
È ampiamente utilizzato in tutto il mondo ed è stato calcolato che, ad oggi, oltre 1 miliardo di dosi sono state utilizzate in più di 60 paesi al mondo. Come per tutte le vaccinazioni, l'efficacia e gli eventuali effetti collaterali sono soggetti a continuo studio e monitoraggio finalizzati a garantirne la sicurezza clinica.

## Efficacia

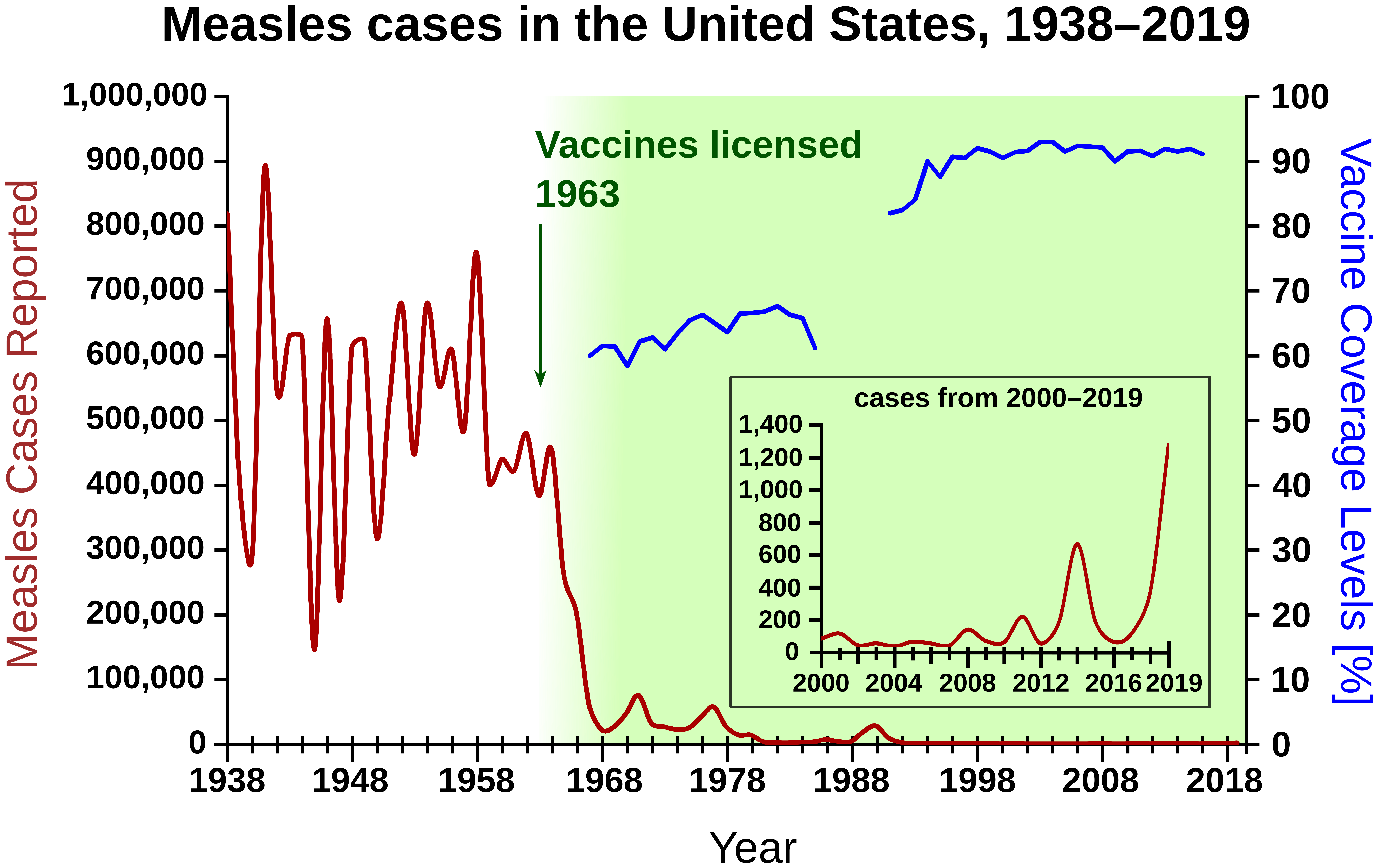
Casi di morbillo riportati negli Stati Uniti prima e dopo l'introduzione del vaccino.

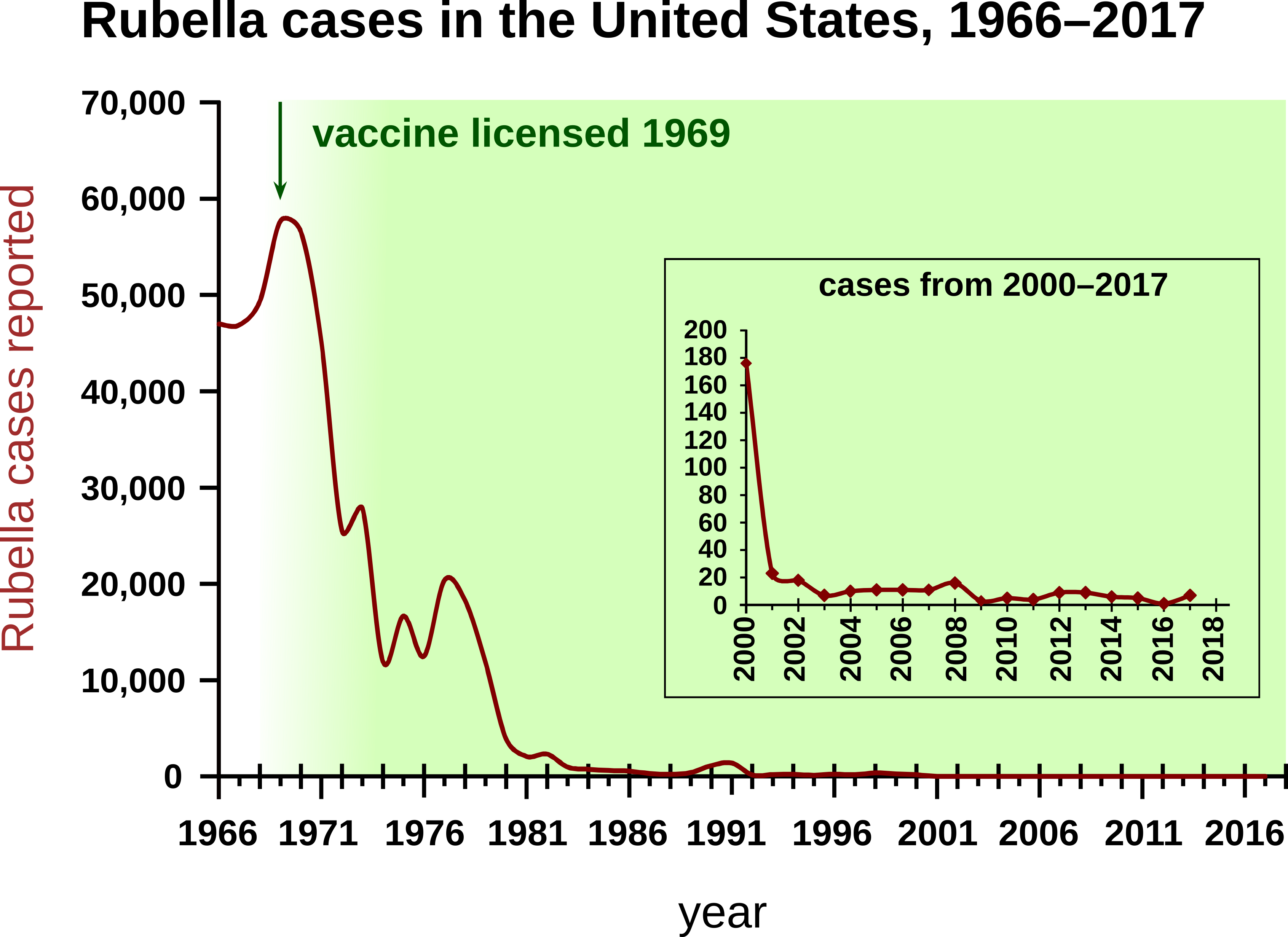
I casi di rosolia diminuirono drasticamente negli Stati Uniti in seguito all'introduzione del vaccino.

Prima della diffusione di un vaccino contro il morbillo, la sua incidenza era così alta che l'infezione da morbillo veniva ritenuta "inevitabile come la morte e le tasse".
Fino al 1980, quando si è maggiormente diffusa a livello mondiale la vaccinazione contro il morbillo, si calcola che la malattia abbia ucciso una media di 2 milioni e mezzo di bambini ogni anno.
Al giorno d'oggi, l'incidenza del morbillo è scesa a meno dell'1% delle persone sotto i 30 anni in molti paesi che effettuano la vaccinazione di routine dei bambini.
I casi segnalati di morbillo negli Stati Uniti sono scesi da alcune centinaia di migliaia a decine di migliaia all'anno, a seguito dell'introduzione del vaccino a partire dal 1963.
Sempre negli Stati Uniti la diffusione del vaccino che fece seguito ai focolai epidemici del 1971 e del 1977 ha portato ulteriormente verso il basso il numero di casi (poche migliaia/anno per tutti gli anni ottanta). Un focolaio epidemico di quasi 30.000 casi nel 1990, ha rinnovato la spinta per la vaccinazione ed ha comportato l'aggiunta di una seconda dose di vaccino (richiamo) nella schedula raccomandata.
Nel 1997 sono stati segnalati meno di 200 casi ogni anno e attualmente la malattia non è più considerata endemica.

La situazione nei paesi dell'Unione europea appare molto più variegata e meno rosea: spesso divampano diversi focolai epidemici di morbillo, tanto che alcuni studiosi affermano che "il morbillo si diffonde ancora in Europa" e che le campagne vaccinali sono in parte fallite a causa di livelli di immunizzazione subottimali che hanno portato all'accumulo di popolazioni sensibili nel corso degli ultimi anni.
Il vantaggio della vaccinazione contro il morbillo nel prevenire la malattia, l'invalidità e la morte è stato ben documentato. 
È stato stimato che i primi 20 anni di vaccinazione contro il morbillo negli Stati Uniti abbiano impedito il verificarsi di circa 52 milioni di casi di malattia, 17.400 casi di deficit intellettivo e 5.200 decessi.
Durante il 1999-2004 una strategia vaccinale condotta dall'Organizzazione Mondiale della Sanità (OMS) e l'UNICEF ha portato ad un diffuso miglioramento della copertura vaccinale contro il morbillo, evitando 1,4 milioni di decessi per questa causa in tutto il mondo.
Nei paesi del mondo in cui la vaccinazione non copre ancora una percentuale adeguata della popolazione lo stato di immunocompromissione secondario all'infezione da morbillo continua ad avere un impatto devastante, comportando il verificarsi di numerosi tipi di infezioni virali e batteriche ed un numero enorme ed inaccettabile di morti ad esse associate.
Il morbillo continua ad essere tra le più gravi malattie infettive acute che colpiscono i bambini africani, con una mortalità complessiva che in passato ha raggiunto anche il 5%, rappresentando perciò un serio problema di salute pubblica.
Adeguate strategie vaccinali possono ridurre in modo notevole la mortalità infantile, perfino nei paesi sottosviluppati dell'Africa sub-sahariana.

## Sicurezza ed effetti collaterali
Il vaccino può comportare alcuni effetti collaterali quali rossore e gonfiore nel punto nella zona di inoculazione. Nel 10% dei casi può aversi uno stato febbrile.
Questi effetti collaterali possono verificarsi fino a 5 o anche 12 giorni dopo la vaccinazione, in alcuni casi possono manifestarsi esantema o gonfiore delle ghiandole salivari e linfonodi.

### Il caso Wakefield
La credenza circa presunti effetti dannosi del vaccino trivalente nasce da un caso di frode scientifica che ha scatenato un ingiustificato allarmismo.
Nel 1998 venne pubblicato sulla rivista medica the Lancet un articolo a firma del dr. Andrew Wakefield e di altri 10 coautori, che portava false prove sulla relazione tra disturbi di tipo autistico e il vaccino trivalente MPR, una forma di immunizzazione contro morbillo, parotite e rosolia.
Le conclusioni dell'articolo sono state più volte smentite, tanto da costringere il Lancet a ritirarlo.
Il General Medical Council britannico, dopo aver scoperto che lo studio era stato manipolato e che l'autore principale, Andrew Wakefield, era stato pagato da un avvocato impegnato in una causa contro un produttore dei vaccini per scriverlo, lo ha radiato, ed egli non può più esercitare come medico in Gran Bretagna.
Negli anni successivi numerosi studi epidemiologici non hanno trovato alcuna evidenza fra il vaccino MPR e l'autismo.